# Internet Engineering Task Force
Internet Engineering Task Force (zkratka IETF, česky „Komise pro technickou stránku internetu“) je v informatice název organizace, která vyvíjí a podporuje internetové standardy a úzce spolupracuje s konsorciem W3C a organizacemi ISO/IEC. Zabývá se především standardy TCP/IP a internetovými protokoly. Jedná se o otevřenou organizaci vydávající standardy, nevyžadující žádné formální členství nebo členské požadavky. Všichni členové, včetně nejvyšších představitelů jsou dobrovolníci a jejich práce je většinou financována jejich zaměstnavateli nebo sponzory. Například současný předseda je financován firmou VeriSign a agenturou NSA, která spadá pod vládu USA.

## Organizační struktura
Komise je organizována do velkého množství pracovních skupin. Cílem skupin je práce na určitém konkrétním tématu, včetně zpracování do finálního stavu. V čele každé skupiny je předseda či předsedové společně s ustanoveními, která obsahují informace o tom, čím se má skupina zabývat a co má vytvářet.
Skupiny jsou dále organizovány do několika oblastí podle předmětu jejich zájmu. Aktuálními oblastmi jsou například: aplikace, Internet, provoz a management, aplikace v reálném čase, zabezpečení a transport a další. Oblasti jsou kontrolovány oblastními vedoucími, kteří jsou zodpovědni za chod skupiny. Oblastní vedoucí společně s předsednictvem IETF tvoří Internet Engineering Steering Group (IESG), skupinu odpovědnou za celkovou činnost IETF.
IETF je formálně zastřešena Internet Society (ISOC), kontroluje ji Internet Architecture Board (IAB), která dohlíží na vnější vztahy a součinnost s RFC. IAB je také zodpovědná za IETF Administrative Ovesight Committee (IAOC), ta dohlíží na IETF Administrative Support Activity (IASA), která poskytuje logistickou a jinou podporu pro IETF. IAB rovněž řídí Internet Research Task Force (IRTF), se kterým má IETF řadu vazeb.

## Pracovní skupiny
Pracovní skupiny jsou otevřeny pro všechny, kteří se chtějí účastnit, diskutovat nad problémy nebo pořádat přednášky na setkáních IETF. Na rozdíl od jiných organizací se zde nehlasuje, ale diskutuje. Pracovní skupina je vytvořena orgánem IESG pro práci na konkrétní sadě úkolů popsaných v ustanoveních skupiny. Pracovní skupina zaniká v okamžiku, kdy jsou splněny všechny části úzkou a práce na nich je ukončena. V některých případech dochází k prodloužení existence pracovní skupiny zadáním nových úkolů nebo jejich aktualizací.
Detaily o pracovních skupinách lze nalézt v RFC 2418.

## IETF Trust
Jelikož IETF neměla žádnou právní subjektivitu, byly její prostředky (autorská práva v RFC, domény, názvy a další) převáděny ve prospěch Internet Society a CNRI. V roce 2006 došlo k založení dílčí organizace IETF Trust, do které byly již zmiňované prostředky převedeny.
Popis organizace IETF Trust naleznete v RFC 4371 a v IETF Trust agreement.

## Historie
První setkání IETF bylo 16. ledna 1986 a zúčastnili se jí vědci z 21 vládních organizací v USA. Zpočátku probíhala setkání každé 3 měsíce, od roku 1991 se členové scházeli třikrát do roka. Představitelé z nevládních organizací byli pozváni až na čtvrté setkání. Od té doby byly schůze otevřené pro všechny zájemce.
Většina vlastní práce uvnitř IETF je realizována v rámci pracovních skupin, proto není nutné svolávat zasedání častěji.
Účast na prvních setkáních nebyla velká, na každé z prvních pěti schůzí nebylo přítomno více než 35 lidí. Do konce 80. let se schůzí účastnilo maximálně 120 lidí. Od počátku 90. let účast narůstala až na vrcholných 3000 zúčastněných na konferenci v San Diegu v roce 2000. Od této konference se v důsledku reorganizace začaly počty účastníků snižovat a aktuálně se konferencí účastní okolo 1300 lidí.
V 90. letech se IETF vymanila z područí vlády USA a stala se nezávislou mezinárodní organizací přidruženou k Internet Society. Čas od času se v tisku objevovaly články o magických schopnostech IETF, protože kdo začal používat její protokoly, byl zodpovědný za úspěchy Internetu. Realita je taková, že skupiny inženýrů dávají dohromady takové produkty, které mohou jejich uživatelé aplikovat napříč všemi sítěmi. Detaily pracovních postupů IETF se značně změnily a došlo k celkovém vzestupu organizace, ale základní principy publikování návrhů, jejich recenze a nezávislá testování účastníky zůstávají. Tato spolupráce a volnost je hlavním pilířem pro specifikaci vhodných standardů. Většina z těchto specifikací je zaměřena spíše na jednotlivé protokoly než na velké systémy. To umožňuje používání protokolů v mnoha různých systémech a standardy jsou běžně využívány organizacemi, které z nich vytvářejí plnohodnotné internetové architektury (např. 3GPP a další).
Protože se IETF spoléhá na dobrovolníky a využívá otevřených specifikací, je těžké dosáhnout nějakého konkrétního cíle či konkrétní shody, protože počet členů je někdy příliš malý nebo naopak velký. U protokolů jako SMTP, který slouží pro přenos elektronické pošty mezi stovkami miliónů uživatelů, je velký odpor proti změnám, které by nebyly plně zpětně kompatibilní. Uvnitř IETF probíhají aktivity s cílem zvýšit rychlost práce komise, ale kvůli velkému počtu dobrovolníků s rozmanitými názory je těžké dospět ke vzájemné shodě, proto je zdokonalování činnosti organizace pomalé.

## Předsedové
Předseda IETF je volen komisí NomCom na dvouleté období s možností znovuzvolení. Do roku 1992 byl předseda volen IAB.
| Jméno                   | Od   | Do         | Také známý jako |
| ----------------------- | ---- | ---------- | --------------- |
| Michael Corrigan        | 1986 | 1986       | Mike Corrigan   |
| Phillip Gross           | 1986 | 1994       | Phill Gross     |
| Paul Mockapetris        | 1994 | 1996       |                 |
| Fred Baker              | 1996 | 2001       |                 |
| Harald Tveit Alvestrand | 2001 | 2005       |                 |
| Brian Carpenter         | 2005 | 2007       |                 |
| Russ Housley            | 2007 | 2013       |                 |
| Jari Arkko              | 2013 | 2017       |                 |
| Alissa Cooper           | 2017 | 2021       |                 |
| Lars Eggert             | 2021 | současnost |                 |

## Další organizace
- World Wide Web Consortium (W3C) - Mezinárodní konsorcium vyvíjející webové standardy.
- Internet Society (ISOC) - Mezinárodní organizace pro globální koordinaci a kooperaci v rámci internetu.
- Internet Architecture Board (IAB) - Technická poradní skupina ISOC. Spravuje protokolovou architekturu internetu.
- IETF Administrative Support Activity (IASA) - Organizace zodpovědná za rozpočet a účetnictví IETF
- Internet Engineering Steering Group (IESG) - Součást ISOC, zodpovědná za řízení technických činností IETF.
- Nominating Committee (NomCom) - Nominační komise složená z dobrovolníků, kteří se účastnili několika posledních schůzí IETF.